# Konservative Therapie
In der Medizin versteht man unter konservativer Therapie die Behandlung eines Krankheitszustandes mit Hilfe medikamentöser Therapie(en) und/oder physikalischen Maßnahmen. Im Gegensatz hierzu ist die chirurgische Behandlung mittels Operation eines Krankheitszustandes zu sehen.
In den meisten medizinischen Fachdisziplinen stehen für diverse Erkrankungen sowohl konservative als auch chirurgische bzw. nichtoperative Therapieformen zur Verfügung (z. B. in der Orthopädie beim Bandscheibenprolaps, in der Inneren Medizin bei der Koronarsklerose etc.). Die Auswahl der geeigneten Therapie erfolgt in solchen Fällen unter anderem in Abhängigkeit vom Schweregrad eines Befundes und den Vorerkrankungen des betroffenen Patienten in gemeinsamer Absprache zwischen behandelndem Therapeut und Patient.
Insbesondere in der Onkologie kommen häufig sowohl die konservative (in diesem Fall Chemo- und/oder Radiotherapie) wie auch die chirurgische Therapie in einem abgestimmten Zeitrahmen zum Einsatz.
Umgangssprachlich wird der Ausdruck konservative Therapie häufig im Sinne von „evidenzbasierte Medizin“ („Schulmedizin“) genutzt, in Abgrenzung zur naturheilkundlichen Therapie. Allerdings stellt die Naturheilkunde letztlich einen Teilbereich der konservativen Therapie dar.
In weiterer Abgrenzung wird der Ausdruck konservative Therapie umgangssprachlich den Therapieformen von Geistheilern, Schamanen und sonstigen nichtmedizinischen Heilern entgegengesetzt.